# جو مور (سياسي)
جو مور (بالإنجليزية: Joe Moore)‏ هو سياسي أمريكي، ولد في 22 يوليو 1958 في شيكاغو في الولايات المتحدة. حزبياً، نشط في الحزب الديمقراطي.